# Norrbottens försvarsområde

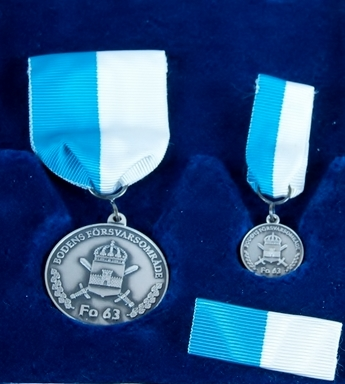
Bodens försvarsområdes hedersmedalj i silver, 9:e storleken

Norrbottens försvarsområde (Fo 63) var ett försvarsområde inom svenska armén som verkade i olika former åren 1942–2000. Försvarsområdesstaben var förlagd i Bodens garnison i Boden.

## Historik
Norrbottens försvarsområde bildades den 1 oktober 1942 som Bodens försvarsområde och var direkt underställd militärbefälhavaren för VI. militärområdet. Den 1 januari 1947 upplöstes och uppgick Luleå försvarsområde (Fo 64) i försvarsområdet. Den 1 juli 1975 tillkom även Jokkmokks försvarsområde (Fo 65), vilken sedan den 1 juli 1961 hade haft gemensam stab med Bodens försvarsområde.
I samband med OLLI-reformen, vilken genomfördes inom försvaret åren 1973–1975, bildades A-förband samt B-förband. A-förbanden var regementen som tillfördes ansvaret för ett försvarsområde, och vilka betecknades som försvarsområdesregemente. Försvarsområdesregementena tillfördes samtidigt mobiliserings- och materialansvaret inom försvarsområdet. Detta medförde att de övriga arméförbanden inom ett försvarsområde kom att bli ett B-förband (utbildningsregemente). I Skåne, på Västkusten och i Norrbotten gjordes vissa avsteg från den principiella organisation, det vill säga att ett försvarsområdesregemente tilldelades det samlade mobiliseringsansvaret inom försvarsområdet. I Norrbotten gjordes avsteget inom Bodens försvarsområde (Fo 63), förutom försvarsområdesförbandet Bodens artilleriregemente (A 8/Fo 63) gavs även Norrbottens regemente (I 19) mobiliseringsansvar. Norrbottens regemente blev ett utbildningsförband, men av operativa skäl tilldelades mobiliseringsansvar.  Den 1 juli 1975 uppgick försvarsområdesstaben i Bodens artilleriregemente (A 8), som fick nya benämningen A 8/Fo 63, och samtidigt bildade ett försvarsområdesregemente.
Den 30 juni 1994 avskildes försvarsområdet från regementet, och blev från den 1 juli samma år ett självständigt förband inom Norra militärområdet (Milo N).
Inför försvarsbeslutet 1996 föreslogs en ny försvarsområdesindelningen, vilket innebar att tre försvarsområdesstaber inom Norra militärområdet (Milo N) skulle avvecklas senast den 31 december 1997. De tre staberna som föreslogs för avveckling återfanns i Kalix, Kiruna och Östersund. Gällande staberna i Kalix och Kiruna föreslogs de tillsammans med staben i Boden att bilda ett gemensamt försvarsområde. Den 31 december 1997 upplösts och avvecklades Kalix försvarsområde och Kiruna försvarsområde och uppgick den 1 januari 1998 i Bodens försvarsområde (Fo 63) som samtidigt antog namnet Norrbottens försvarsområde (Fo 63), det i syfte för att tydliggöra att det nu geografiskt omfattade Norrbottens län.
Inför försvarsbeslutet 2000 föreslog regeringen i sin propositionen för riksdagen, att den taktiska nivån bör reduceras genom att fördelnings- och försvarsområdesstaber samt marinkommandon och flygkommandon skulle avvecklas. Detta för att utforma ett armétaktiskt, marintaktiskt respektive flygtaktiskt kommando vilka skulle samlokaliseras med operationsledningen. Förslaget innebar att samtliga försvarsområdesstaber skulle avvecklas, vilket inkluderade Norrbottens försvarsområde. Norrbottens försvarsområde kom därmed att avvecklas den 30 juni 2000. Dess uppgifter kom delvis att övertas av de nybildade militärdistriktsgrupperna Norrbottensgruppen, Norrbottens gränsjägargrupp och Lapplandsjägargruppen.

## Verksamhet
Försvarsområdesstaben hade till sina uppgifter att planera och ansvara för försvaret av Norrbotten i fred, kris och krig. Försvarsområdesbefälhavaren samverkade med i huvudsak med länsstyrelsen, landstinget, polismyndigheten i Norrbottens län, men även andra  myndigheter och bolag inom länet. Då försvarsområdesbefälhavaren även var garnisonschef, hade staben ett samordningsansvar över garnisonen. Vilket innebar att staben hade ett förvaltningsansvar över lokaler, skjut- och övningsfält och utbildningsanordningar. Även hälso- och sjukvård, matlagning, värnpliktsresor samt administration ansvarade staben för.

## Förläggningar och övningsplatser
I samband med att försvarsområdet organiserades 1942, flyttades Kommendantstaben till Sundströmska gården på Drottninggatan 47 i Boden. Åren 1953–1966 var försvarsområdesstaben lokaliserade till Kommendantsbyggnaden på Norrbottensvägen 4-6. Åren 1966–1975 var staben för Bodens försvarsområde lokaliserade till kanslihuset vid Norrlands signalbataljon (  3) på Sveavägen 2. År 1975 lokaliserades försvarsområdesstaben till Bodens artilleriregementes kaserner vid Åbergsleden, där den blev förlagd fram till den upplöstes och avvecklades.

## Heraldik och traditioner
Bodens försvarsområde var det enda förband i Sverige som benämndes försvarsområde. Övriga försvarsområdesstaber bar i regel ett namn från ett historiskt regemente, till exempel Västmanlands regemente (Fo 48). Efter att försvarsområdesstaben avskiljdes och blev ett självständigt förband, mottog den sin första förbandsfana den 30 april 1996. Den överlämnades av general Owe Wiktorin på Artillerigården i Stockholm. År 1994 instiftades Bodens försvarsområdes hedersmedalj i silver.
Namn och benämning på de förband och staber som finns och funnits i Bodens garnison har reglerats efter anknytning till Bodens fästning. Bodens artilleriregemente, Bodens försvarsområde och Bodens ingenjörkår är de tre förband som hade anknytning till fästningen och fick därmed uppkallas efter staden. Övriga förband var ämnade att försvara länet eller landsdelen, det vill säga Norrbottens län respektive Norrland, vilka då uppkallats efter länet eller landsdelen, till exempel Norrbottens pansarbataljon eller Norrlands signalbataljon.

## Förbandschefer
Försvarsområdesbefälhavare åren 1942–2000. Åren 1975–1994 var försvarsområdesstaben integrerad i Bodens artilleriregemente och dess chef var regementschef, försvarsområdesbefälhavare samt Kommendant över Bodens garnison. Från den 1 juli 1994 var försvarsområdesbefälhavaren chef Kommendant över Bodens garnison. Efter att försvarsområdet upplöstes och avvecklades, övergick tjänstetiteln Kommendant för Bodens garnison till chefen för Norrbottens regemente.

- 1942–1943: ???
- 1943–1948: Överstelöjtnant Gustaf Richard Zandrén
- 1949–1955: Överste Harry Gerlach
- 1955–1958: Överste Gösta Sahlén
- 1958–1963: Överste Carl-Gustaf Linnell
- 1963–1966: Överste John Alstermark
- 1966–1971: Överste Erik Gustaf Lodin
- 1971–1980: Överste 1. graden Sven Halvar Skeppstedt
- 1980–1983: Överste 1. graden Reinhold Lahti
- 1983–1992: Överste 1. graden Thure Wadenholt
- 1993–1999: Överste 1. graden Göran Honkamaa
- 1999–2000: Överste 1. graden Ulf Nordlander

## Namn, beteckning och förläggningsort
| Bodens försvarsområde      | 1942-10-01 | – | 1997-12-31 |
| Norrbottens försvarsområde | 1998-01-01 | – | 2000-06-30 |

| Fo 63 | 1942-10-01 | – | 2000-06-30 |

| Bodens garnison (F) | 1942-10-01 | – | 2000-06-30 |

## Galleri

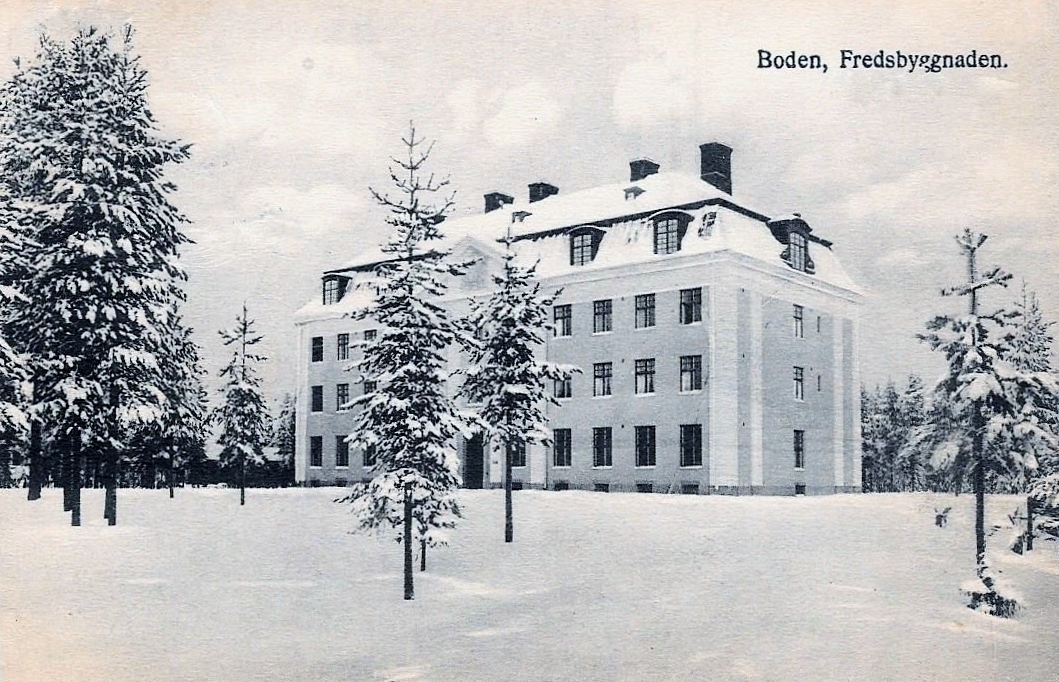
Försvarsområdesstabens stabsbyggnad åren 1942–1943 samt 1953–1966.
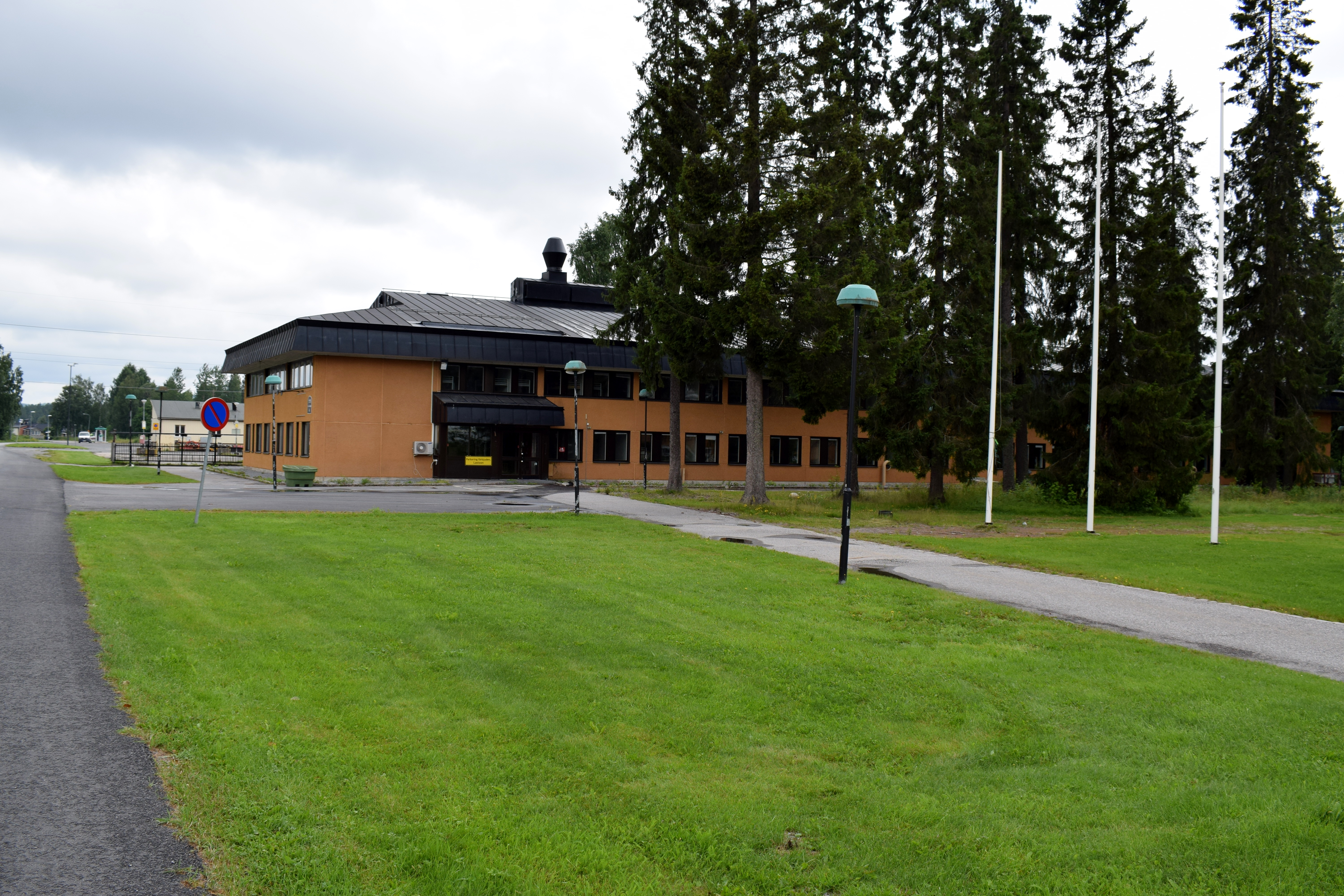
Försvarsområdesstabens stabsbyggnad åren 1980–2000.
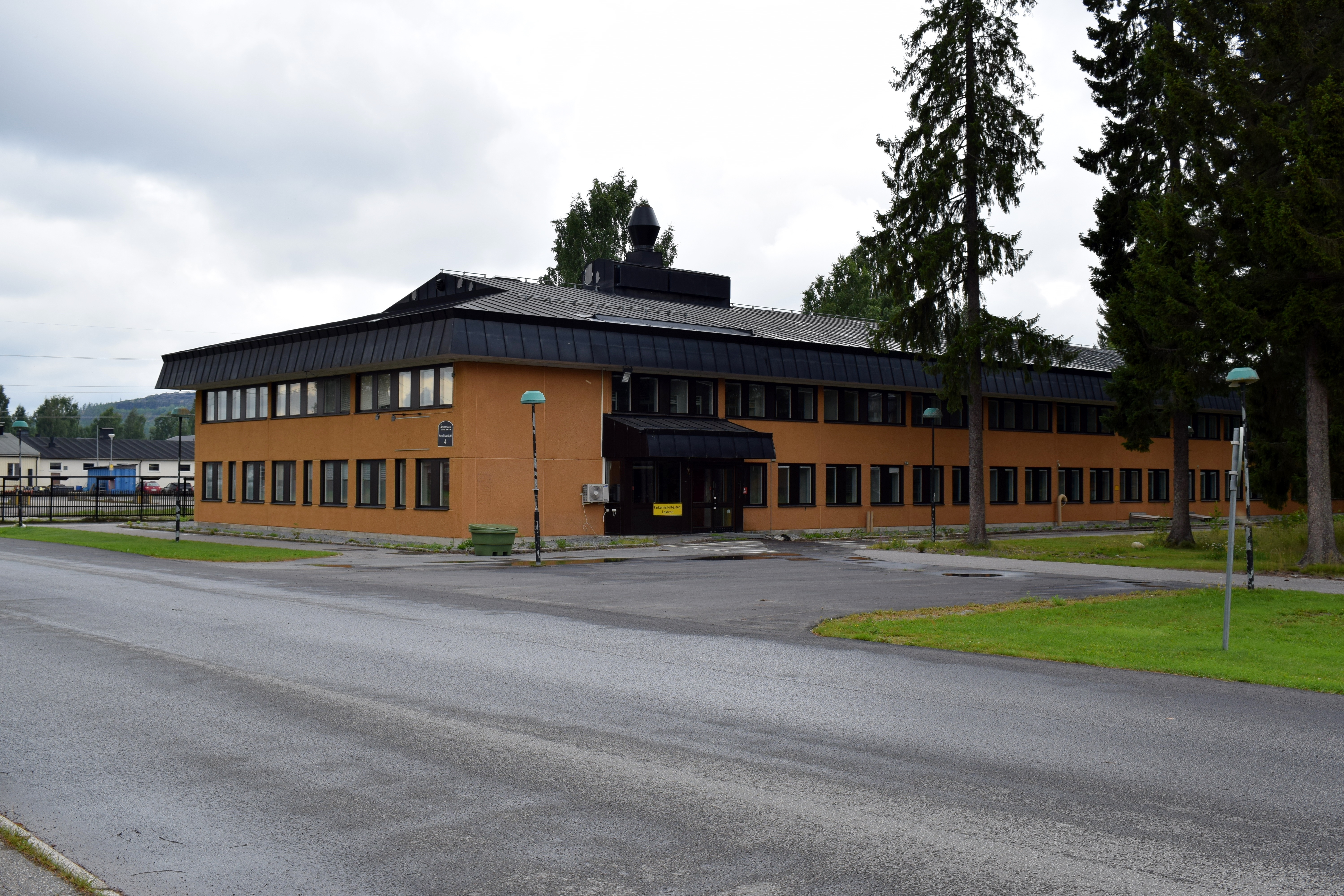
Försvarsområdesstabens stabsbyggnad åren 1980–2000.
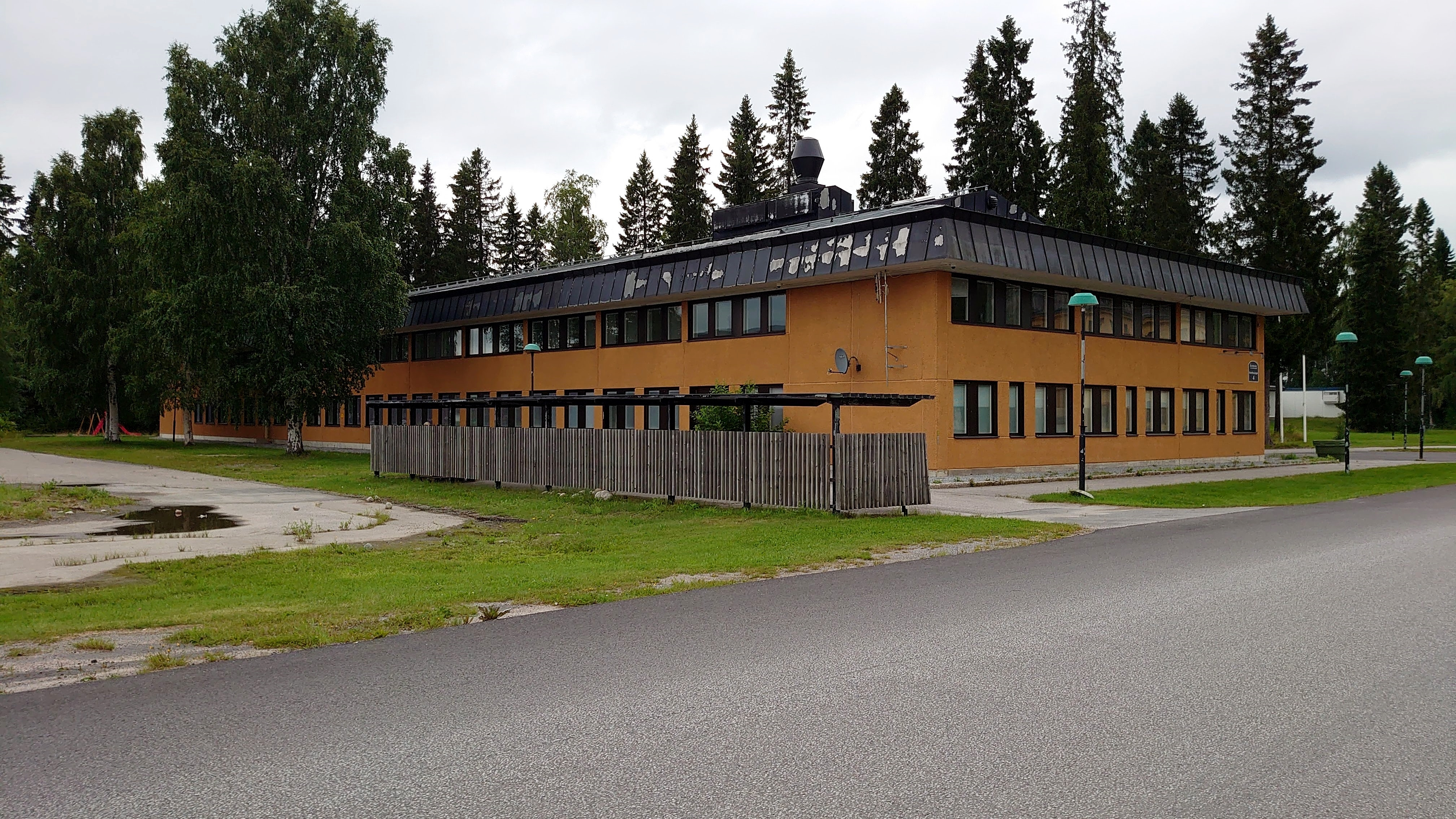
Försvarsområdesstabens stabsbyggnad åren 1980–2000.